# Hrvoje Vejić
Hrvoje Vejić (Metković, 1977. június 8. –) horvát válogatott labdarúgó. Posztját tekintve leginkább belsővédőként szerepelt klubcsapataiban.

## Sikerei, díjai
NK Zagreb
- Horvát bajnok (1): 2001–02

Hajduk Split
- Horvát bajnok (2): 2003–04, 2004–05
- Horvát kupagyőztes (2): 2002–03, 2009–10
- Horvát szuperkupagyőztes (2): 2004, 2005